# Leptoiulus gilvicollis
Leptoiulus gilvicollis är en mångfotingart som beskrevs av Karl Wilhelm Verhoeff 1932. Leptoiulus gilvicollis ingår i släktet Leptoiulus och familjen kejsardubbelfotingar. Inga underarter finns listade i Catalogue of Life.